# Novacelles
Novacelles település Franciaországban, Puy-de-Dôme megyében. Lakosainak száma 153 fő (2022. január 1.). Novacelles Saint-Bonnet-le-Chastel, Arlanc, Doranges, Mayres, Saint-Bonnet-le-Bourg és Saint-Sauveur-la-Sagne községekkel határos.

## Népesség
A település népességének változása:
| Lakosok száma | 139  | 136  | 144  | 145  | 150  | 150  | 151  | 151  | 153  |
|               | 2013 | 2015 | 2016 | 2017 | 2018 | 2019 | 2020 | 2021 | 2022 |